# Sören Wibeck
Torsten Sören Wibeck, född 16 mars 1951 i Jönköping, död 27 december 2012 i Malmö, var en svensk journalist och författare.
Han var pastor i Filadelfiakyrkan i Malmö (pingstväckelsen) på 1970-talet. Han startade senare närradion i Malmö men övergick i början av 1980-talet till att arbeta som journalist på Sveriges Radio i Malmö. Där specialiserade han sig på livsåskådningsfrågor och var knuten till Sveriges Radios program Människor och tro, och skrev flera böcker med religionshistorisk profil.
Han reste flitigt under drygt 30 års tid i Mellanöstern och delar av Asien, och gjorde på plats reportage om religioner, konflikter och skeenden. Islam blev ett av hans specialområden, och förutom många reportageresor till muslimska länder studerade han under en period islam vid Al-Azhar-universitetet i Egypten.
Sommaren 2012 utkom hans sista bok, Indiens historia, som omfattar subkontinentens utveckling från 3 000 f.Kr. fram till idag. Ämnen som behandlas är religionernas framväxt, de stora politiska skeendena, kolonialtiden, självständighetsrörelsen och kastväsendet.